# Камден (Алабама)
Камден (англ. Camden) — місто (англ. city) в США, в окрузі Вілкокс штату Алабама. Населення — 1927 осіб (2020).

## Географія
Камден розташований за координатами 31°59′56″ пн. ш. 87°17′23″ зх. д. / 31.99889° пн. ш. 87.28972° зх. д. (31.998816, -87.289774).  За даними Бюро перепису населення США в 2010 році місто мало площу 10,87 км², з яких 10,84 км² — суходіл та 0,03 км² — водойми.

### Клімат
Місто знаходиться у зоні, котра характеризується вологим субтропічним кліматом. Найтепліший місяць — липень із середньою температурою 26.8 °C (80.3 °F). Найхолодніший місяць — січень, із середньою температурою 7.6 °С (45.7 °F).
| Клімат Камдена          | Клімат Камдена | Клімат Камдена | Клімат Камдена | Клімат Камдена | Клімат Камдена | Клімат Камдена | Клімат Камдена | Клімат Камдена | Клімат Камдена | Клімат Камдена | Клімат Камдена | Клімат Камдена | Клімат Камдена |
| Показник                | Січ.           | Лют.           | Бер.           | Квіт.          | Трав.          | Черв.          | Лип.           | Серп.          | Вер.           | Жовт.          | Лист.          | Груд.          | Рік            |
| Абсолютний максимум, °C | 26,7           | 29,4           | 31,7           | 34,4           | 36,7           | 39,4           | 40,6           | 41,7           | 38,9           | 34,4           | 30,6           | 27,8           | 41,7           |
| Середній максимум, °C   | 13,9           | 16,5           | 21,2           | 25,5           | 29,1           | 32,2           | 33,3           | 32,8           | 30,7           | 25,5           | 19,9           | 15,3           | 24,7           |
| Середня температура, °C | 7,6            | 9,8            | 13,9           | 18,1           | 22             | 25,4           | 26,8           | 26,4           | 23,9           | 18             | 12,8           | 8,8            | 17,8           |
| Середній мінімум, °C    | 1,3            | 2,9            | 6,6            | 10,6           | 15             | 18,7           | 20,3           | 19,9           | 17,1           | 10,5           | 5,8            | 2,3            | 10,9           |
| Абсолютний мінімум, °C  | −17,8          | −13,9          | −9,4           | −3,3           | 1,7            | 6,7            | 11,1           | 11,1           | 2,2            | −2,8           | −10,6          | −15,6          | −17,8          |
| Норма опадів, мм        | 145            | 131            | 159            | 111            | 113            | 102            | 141            | 101            | 90             | 73             | 112            | 146            | 1424           |
| Днів з опадами          | 12             | 9              | 10             | 8              | 9              | 10             | 12             | 10             | 9              | 6              | 8              | 10             | 113            |
| Днів зі снігом          | 0,1            | 0              | 0              | 0              | 0              | 0              | 0              | 0              | 0              | 0              | 0              | 0,1            | 0,2            |
| ----------------------- | -------------- | -------------- | -------------- | -------------- | -------------- | -------------- | -------------- | -------------- | -------------- | -------------- | -------------- | -------------- | -------------- |
| Джерело: Weatherbase    |                |                |                |                |                |                |                |                |                |                |                |                |                |

## Демографія

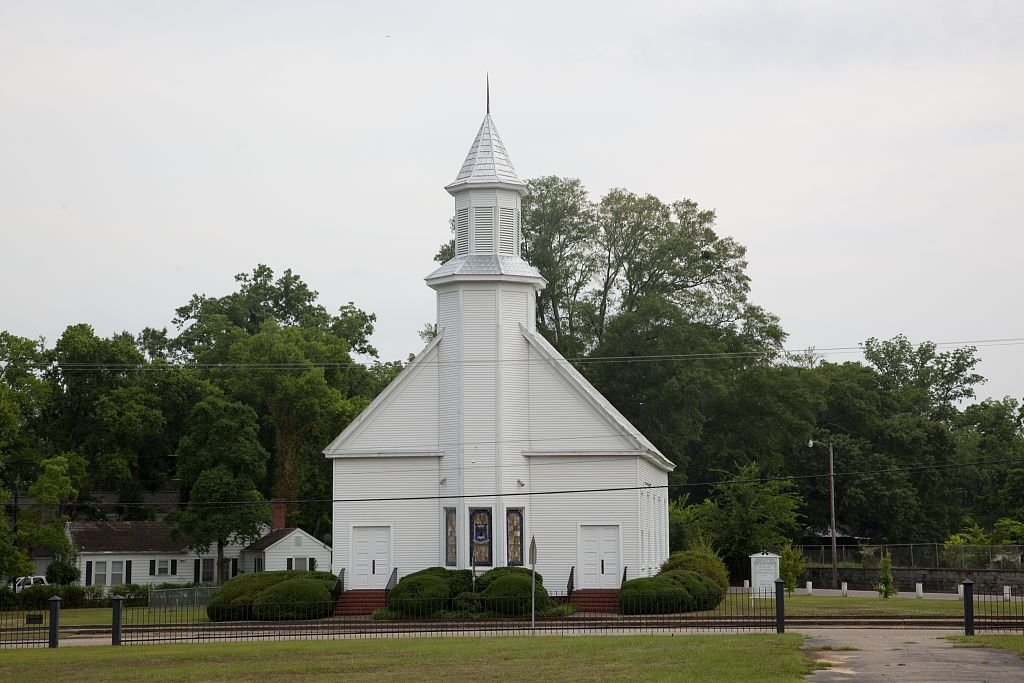
Пресвітеріанська церква в Камдені

Згідно з переписом 2010 року, у місті мешкало 2020 осіб у 790 домогосподарствах у складі 540 родин. Густота населення становила 186 осіб/км².  Було 927 помешкань (85/км²).
Расовий склад населення:
| - 57,4 % — чорних або афроамериканців - 42,0 % — білих - 0,1 % — корінних американців |

До двох чи більше рас належало 0,4 %. Частка іспаномовних становила 0,7 % від усіх жителів.
За віковим діапазоном населення розподілялося таким чином: 28,6 % — особи молодші 18 років, 54,0 % — особи у віці 18—64 років, 17,4 % — особи у віці 65 років та старші. Медіана віку мешканця становила 37,7 року. На 100 осіб жіночої статі у місті припадало 78,6 чоловіків;  на 100 жінок у віці від 18 років та старших — 71,6 чоловіків також старших 18 років.
Середній дохід на одне домашнє господарство  становив 47 421 долар США (медіана — 28 375), а середній дохід на одну сім'ю — 61 873 долари (медіана — 47 929). Медіана доходів становила 52 188 доларів для чоловіків та 26 406 доларів для жінок. За межею бідності перебувало 31,9 % осіб, у тому числі 42,0 % дітей у віці до 18 років та 11,1 % осіб у віці 65 років та старших.
Цивільне працевлаштоване населення становило 842 особи. Основні галузі зайнятості: освіта, охорона здоров'я та соціальна допомога — 19,8 %, публічна адміністрація — 12,8 %, науковці, спеціалісти, менеджери — 11,5 %.

## Відомі люди

### Народились
- Кей Еллен Айві — американський політик, губернатор штату Алабама.